# Asuman Baytop
Dr Asuman Baytop (née le 27 mars 1920 et décédée le 18 février 2015) est une botaniste, collectionneuse de plantes, pharmacologue et éducatrice turque connue pour ses recherches sur les propriétés médicinales de la flore de Turquie,. 
En 1964, elle fonde le Département de Botanique Pharmaceutique à l'université d'Istanbul et crée l'herbier du département, auquel elle contribue avec plus de 23 000 spécimens,. Elle est également connue pour décrire plusieurs espèces de crocus, et les espèces Allium baytopiorum (en) et Colchicum baytopiorum (en) sont nommées en son honneur. Elle était mariée à un collègue botaniste Turhan Baytop (en). L'abréviation standard de l'auteur A. Baytop est utilisée pour indiquer cette personne comme l'auteur lorsqu'on cite un nom botanique.